# فطريات اللسان
يصيب هذا النوع الفم واللسان أعراضها اختلال الطعم لدى الإنسان وظهور بياض على اللسان وقد تصل إلى المريء مما يؤدي إلى حدوث آلام وصعوبة في بالابتلاع.

## الأعراض
تتسبب فطريات الفم بظهر اللسان وداخل الخد ألما وصعوبة إضافة للحكة، والأحيان تتسبب في ارتفاع درجة حرارة الجسم.

## الأسباب
فطريات الفم تظهر نتيجة لاختلال قوى التوازن بين البكتيريا النافعة والفطريات المتواجدة طبيعيا في الفم (الكانديدا البيكانز) بسبب عوامل تُضعف البكتيريا النافعة فتطغى الفطريات عليها.
و من هذه العوامل: استخدام بعض موانع الحمل،
الإكثار من أخذ المضادات الحيوية - وبخاصة من عائلة البنسيلن -و سوء استخدامها وأيضا استخدام الكورتيزونات،
عدم تنظيف الأسنان جيدا خاصة بعد تناول الحلويات، قد يعاني مرضى السكري من فطريات الفم أيضا، قلة مناعة الجسم لسبب أو لآخر، نقص فيتامين بي12 وغيرها. كما يمكن أن تنتقل الفطريات من الطفل إلى الأم المرضع.

## الوقاية
للوقاية من الفطريات يجب ما يلي:
أولا: استخدام المضادات الحبوية بطريقة صحيحة ولغايات التي تستخدم لأجلها.
ثانيا: تنظيف الأسنان بشكل جيد والاهتمام بها.
ثالثا: عدم الأكثار من تناول الحلويات.
رابعا: الابتعاد عن القلق والتوتر فهي بدورها قد تتسبب في قلة المناعة.
خامسا: الابتعاد عن التدخين.
سادسا: يمكن إعطاء الطفل الماء بعد شرب الحليب فذلك من شأنه إزالة ما تبقى من الحليب داخل الفم وبالتالي التقليل من فرصة ظهور فطريات الفم.

## العلاج
أولا: أهم خطوة بالعلاج هو استخدام مضادات الفطريات وهي متوفرة على شكل جل فموي ومنها على شكل قطرات فموية للأطفال، وفي حال تفاقم فطريات الفم فإنه يتم اللجوء لاستخدام الأقراص والكبسولات، مثل:(نيستاتين على شكل قطرات فموية، كلوتريمازول أو ميكانازول على شكل جل فموي، فلوكونزول أو اتراكونزول على شكل كبسولات، وفي الحالات المتقدمة حيث تصل هذه الفطريات للمريء يمكن استخدام الأمفوترسين ب.
ثانيا: استخدام مضمضات للفم مثل مضمضات فوق أكسيد الهيدروجين (الماء الأكسجيني) أو كلورهيكسدين.
ثالثا: استخدام (البروبيوتكس)، حيث أنها تساعد في تحفيز الجسم في القضاء على الفطريات عن طريق إعادة بناء دفاعاته ضد النمو غير الطبيعي لهذه الفطريات، والبروبيوتكس توجد في اللبن، كما أنها تباع في الصيدليات على شكل كبسولات، فهي تساعد في عملية الهضم، لا تعتبر فطريات الفم مرضا خطير، فهي يمكن علاجها والشفاء منها.
رابعا: شرب الماء والمضمضة تخلص اللسان مما يعلق به، كما وأن استخدام فرشاة الاسنان لتنظيف اعلى اللسان يحافظ على نظافته والتخلص من الرائحة الكريهة التي قد تصدر منه.
لا داعي إلى الشعور بالقلق الزائد لأنه بالغالب يكون أمراً مؤقتاً، لكنها في المقابل تعتبر خطيرة لمن يعانون من نقص المناعة لأنه يصعب السيطرة عليها ولذلك من الأفضل استشارة الطبيب أو الصيدلي للحصول على العلاج المناسب.